# Vic Chesnutt
James Victor "Vic" Chesnutt (Jacksonville, Florida, 12 de noviembre de 1964 - Athens, Georgia, 25 de diciembre de 2009) fue un cantante y compositor estadounidense.
Vic Chesnutt ha realizado 17 álbumes durante su carrera
Sufrió algunas lesiones por un accidente de coche a los 18 años que lo dejaron parcialmente paralizado, limitando el uso de sus manos. Utilizó una silla de ruedas desde entonces. Se le considera uno de los exponentes más importantes del sonido contemporáneo estadounidense. Su primer álbum, Little, fue lanzado en 1990, pero su gran éxito comercial llegó en 1996, cuando estrena Sweet Relief II: Gravity of the Situation, un álbum tributo en el que varios artistas cantan canciones compuestas por él.
En la Navidad de 2009 se suicidó tras ingerir altas dosis de calmantes, producto de una profunda depresión y cansancios que venía padeciendo en los últimos años. Tenía 45 años de edad.

## Biografía
Adoptado, Vic Chesnutt creció en Zebulon (Georgia), donde comenzó a escribir canciones cuando tenía 5 años. A los 13 años, se definió como ateísta, posición que conservó toda su vida.
Cuando tenía 18 años, sufrió un accidente que lo dejó cuadrapléjico.
En 1985, se mudó a Athens (Georgia), donde se unió al grupo La-Di-Da con Todd McBride (miembro del grupo Dashboard Saviors). Luego de dejar el grupo, comenzó a hacer conciertos solo en el 40 Watt Club. En este lugar, fue visto por Michael Stipe, de grupo R.E.M., quien produjo los dos primeros álbumes de Vic Chesnutt, Little (1990) y West of Rome (1991).
En 1993, Vic Chesnutt fue el foco del director Peter Sillen. El documental titulado Speed Racer, Welcome to the World of Vic Chesnutt, fue emitido en PBS. También desmepeñó el papel de “Terence” en la película de 1996 de Billy Bob Thornton, Sling Blade. En 1996, Vic Chesnutt pasó a ser más conocido a una audiencia aún más amplía con la publicación de su álbum caritativo Sweet Relief II: Gravity of the Situation, cuyos ingresos fueron destinados a Sweet Relief Fund. El álbum se compone de covers de canciones de Vic Chesnutt por músicos famosos, incluyendo a R.E.M., Madonna, Garbage, The Smashing Pumpkins (con Red Red Meat), Cracker, Soul Asylum y Live.

## Colaboraciones

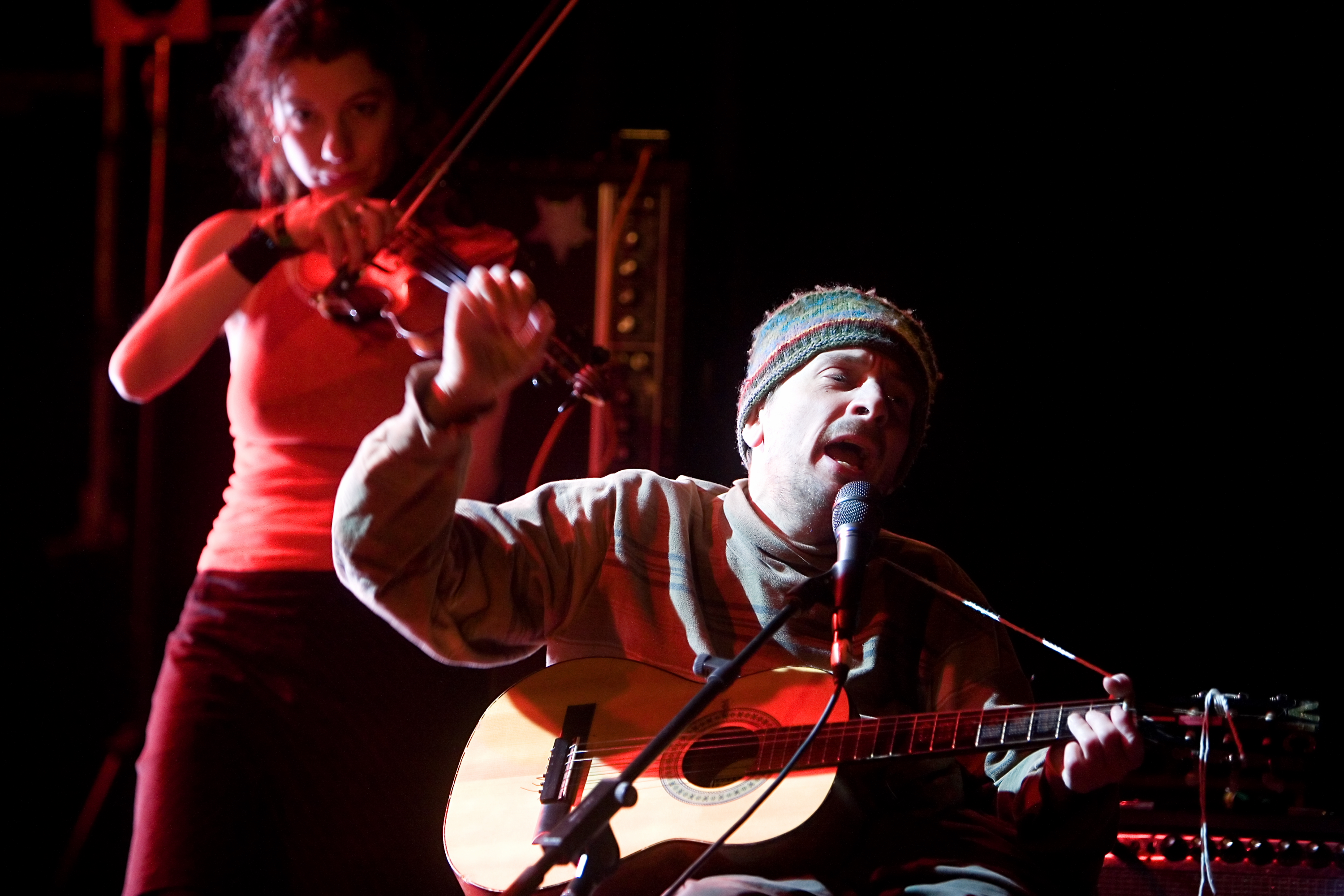
Vic Chesnutt en La Route du Rock 2008

VIc Chesnutt colaboró con Bob Mould para grabar una versión de Hickory Wind de Gram Parson; en la compilación de 1993, Conmemorativo: A Tribute to Gram Parsons.
Grabó también con otros grupos y artistas. sacó dos álbumes con el grupo de Athens (Georgia) Widespread Panic, con el nombre de “brute”. Además, escribió Aunt Avis, coescrito Blight y Protein-Drink/Sewing-Machine, cuales están frecuentemente tocadas por Widespread Panic. Aunt Avis aparece en el álbum de Widespread Panic: Bombs & Butterflies. El videoclip ha sido dirigido por Billy Bob Thornton con aparición de Vic Chesnutt.
Durante la grabación de West of Rome, Vic Chesnutt trabajó con el ingeniero Scott Stuckey, desarrollando una amistad entre los dos hombres que se tradujo en colaboraciones en las canciones Weed to the Rescue y Ladle. Cuando se suicidó, Vic Chesnutt y Scott Stuckey estaban preparando un documental sobre la música de Vic Chesnutt, titulado “Degenerate”, que estaba previsto para 2012.
The Salesman and Bernadette, el álbum de 1998 fue grabado con el grupo de alt-country Lambchop como grupo de acompañamiento. El álbum Merriment se compone de letras escritas y cantadas por Vic Chesnutt acompañado con Kelly y Nikki Keneipp tocando la música.
En 2006, grabó el álbum North Star Deserter que fue publicado en septiembre de 2012 por la discográfica Constellation Records. El álbum contiene también contribuciones de otros artistas de Constellation Records como Thee Silver Mt. Zion Memorial Orchestra & Tra-La-La Band, miembros de Godspeed You! God Emperor. El álbum fue grabado por Jem Cohen.
En 2009, trabajó con muchos de los mismos contribuidores del álbum North Star Deserter para hacer el álbum At The Cut en septiembre de 2009.

## Historia discográfica
Los cuatro primeros álbumes de Vic Chesnutt han sido publicados por la discográfica independiente Texas Hotel. Su álbum About to Choke (1996) con Capitol Records. The Salesman and Bernadette (1998) con PolyGram. Merriment (2000) con la discográfica Blackburner Records. Left to His Own Devices (2001) con la discográfica spinART. Con la discográfica New West Records ha sacado dos álbumes.

## Muerte
El 25 de diciembre de 2009, a la edad de 45 años, Vic Chesnutt murió de una dosis fatal de relajante musculares.
Durante una entrevista el uno de diciembre de 2009 con Terry Gross en su emisión radiofónica  Fresh Air, en la National Public Radio, dijo que intentó “suicidar[s]e tres o cuatro veces [antes]. Sin éxito.” También, decía que estaba en deuda de 50.000 dólares en facturas médicas. (“Y, digo, puedo morir únicamente porque no puedo volver allí otra vez. No quiero morir, más aún porque no tengo dinero suficiente para ir al hospital”).

## Discografía
- 1990 Little
- 1991 West of Rome
- 1993 Drunk
- 1995 Is the Actor Happy?
- 1996 About to Choke
- 1998 The Salesman and Bernadette
- 2000 Merriment
- 2001 Left to his Own Devices
- 2003 Silver Lake
- 2005 Ghetto Bells
- 2005 Extra Credit EP
- 2007 North Star Deserter
- 2008 Dark Developments (con Elf Power y The Amorphous Strums)
- 2009 At the Cut
- 2009 Skitter on Take-Off

Con brute.
- 1995 Nine High a Pallet
- 2002 Co-Balt